# Evan Jonigkeit
Evan Jonigkeit (Bucks megye, 1983. február 18. –) amerikai színész. 
Legismertebb alakítása Mortimer Toynbee / Varangy az X-Men: Az eljövendő múlt napjai című filmben. A Csontok és skalpok című filmben is szerepelt.

## Fiatalkora
Bucks megyében nőtt fel, és 2001-ben érettségizett a Neshaminy High Schoolban. Baseball-ösztöndíjjal felvették a Temple Egyetemre, de miután ínhüvelygyulladás miatt visszavonult és a színészettel kezdett foglalkozni. Fiatalon gyepmesterséggel foglalkozott.

## Pályafutása
2014-ben debütált az X-Men: Az eljövendő múlt napjai című filmben, mint Varangy. 2015-ben Kurt Russell mellett szerepelt a Csontok és skalpok című westernfilmben. Ugyanebben az évben megkapta Chesterfield kapitány szerepét a Discovery Canada Az északi határvidék című sorozatában. 2018-ban főszereplő volt a Starz Sweetbitter című sorozatában. 2022-ben A 81-es számú archívum című sorozatban szerepelt.

## Magánélete
2013-ban kezdett el randizni Zosia Mamet színésznővel. 2016. október 2-án házasodtak össze.

## Filmográfia

### Filmek
| Év   | Magyar cím                      | Eredeti cím                | Szerep                     | Magyar hang                                         |
| ---- | ------------------------------- | -------------------------- | -------------------------- | --------------------------------------------------- |
| 2007 |                                 | Sarah + Dee                | gazdag gyerek              |                                                     |
| 2008 |                                 | Calendar Girl              | Phil                       |                                                     |
| 2008 |                                 | Miles to Go                | Kirk                       |                                                     |
| 2010 |                                 | The Gift                   | Mike                       |                                                     |
| 2014 | X-Men: Az eljövendő múlt napjai | X-Men: Days of Future Past | Mortimer Toynbee / Varangy | Orosz Ákos                                          |
| 2015 | Csontok és skalpok              | Bone Tomahawk              | Nick seriffhelyettes       |                                                     |
| 2019 | Afganisztáni víg napjaim        | Whiskey Tango Foxtrot      | Coughlin őrvezető          | Szabó Máté (1. szinkron) Hám Bertalan (2. szinkron) |
| 2019 |                                 | Tallulah                   | Nico                       |                                                     |
| 2019 |                                 | The Lennon Report          | Dr. David Halleran         |                                                     |
| 2019 |                                 | Mildred & The Dying Parlor | Howard                     |                                                     |
| 2019 |                                 | Goldbricks in Bloom        | Joe                        |                                                     |
| 2017 | New Jersey nagyjai              | Brave New Jersey           | Sparky                     |                                                     |
| 2018 |                                 | Kate Can't Swim            | Mark                       |                                                     |
| 2020 | Éjszaka a házban                | The Night House            | Owen                       |                                                     |
| 2020 | Az üres ember                   | The Empty Man              | Greg                       | Szabó Máté                                          |
| 2021 | Együtt! Együtt?                 | Together Together          | Bryce                      |                                                     |
| 2023 | Ismerős a múltból               | Somebody I Used to Know    | Jamie                      | Bozsó Péter                                         |
| 2023 |                                 | Manodrome                  | Brad                       |                                                     |
| 2023 |                                 | Atrabilious                | Raphael Clearwater         |                                                     |

### Televíziós szerepek
| Év        | Magyar cím                     | Eredeti cím               | Szerep                | Megjegyzések                                  |
| --------- | ------------------------------ | ------------------------- | --------------------- | --------------------------------------------- |
| 2007      |                                | Mysterious Journeys       | börtönőr              | 1 epizód                                      |
| 2010      |                                | As the World Turns        | Craig inasa           | 1 epizód                                      |
| 2014      | Csajok                         | Girls                     | Parker                | 2 epizód                                      |
| 2014      | A férjem védelmében            | The Good Wife             | Gus Pawlicky          | 1 epizód                                      |
| 2016      | Broad City                     | Broad City                | Carl Schiff           | 1 epizód                                      |
| 2016      |                                | Unbreakable Kimmy Schmidt | Bob Thomstein         | 1 epizód                                      |
| 2016–2019 |                                | Easy                      | Matt                  | 4 epizód                                      |
| 2016–2017 | Az északi határvidék           | Frontier                  | Jonathan Chesterfield | 12 epizód                                     |
| 2018–2019 |                                | Sweetbitter               | Will                  | 14 epizód                                     |
| 2022      | A 81-es számú archívum         | Archive 81                | Samuel Davenport      | főszereplő magyar hangja Bányai Kelemen Barna |
| 2022–2023 | Isten hozott a Chippendalesben | Welcome to Chippendales   | Scott Gariola         | 2 epizód                                      |